# Diademsvala
Diademsvala (Tachycineta leucorrhoa) är en sydamerikansk fågel i familjen svalor inom ordningen tättingar.

## Kännetecken
Diademsvala är en normalstor (13,5 centimeter) svala med mörkt blåglänsande ovansida och vit undersida. Den har ett arttypiskt vitt tunt streck från strax ovanför ögat till näbben, ofta även över näbbasen. Övergumpen är vit, vingar och stjärt är svartare än resten av ovansidan. Fåglar i icke-häckningsdräkt är mer grönblå ovan.

## Utbredning och systematik
Diademsvala förekommer i centrala Sydamerika, i Bolivia till Paraguay, Uruguay, sydöstra Brasilien (norrut till centrala Mato Grosso, Goiás och Minas Gerais och norra Argentina (söderut till Pampas och Buenos Aires). Vintertid flyttar den norrut till södra Peru. Den behandlas som monotypisk, det vill säga att den inte delas in i några underarter.

## Levnadssätt

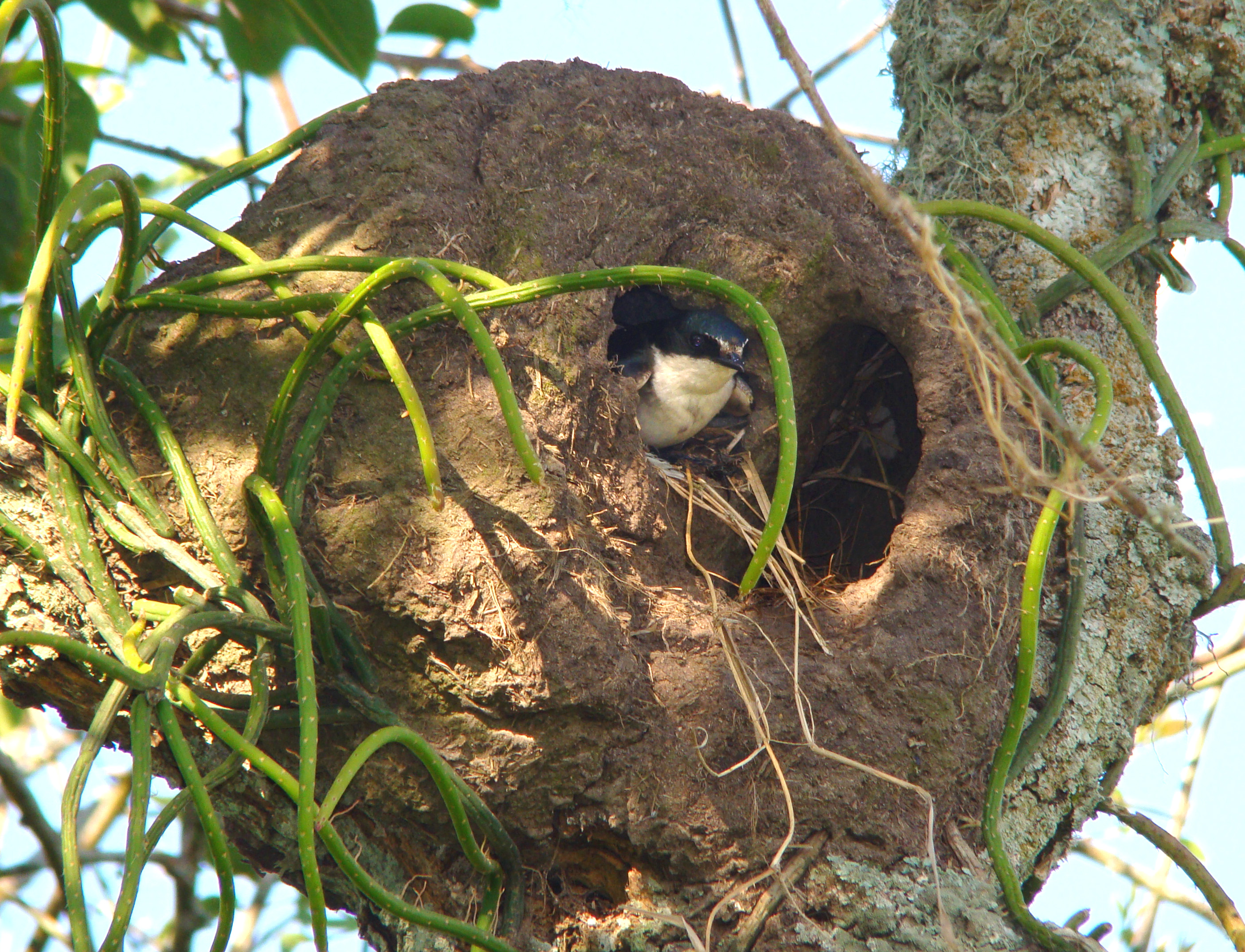
Diademsvala som använder ett övergivet bo från haciendahornero (Furnarius rufus).

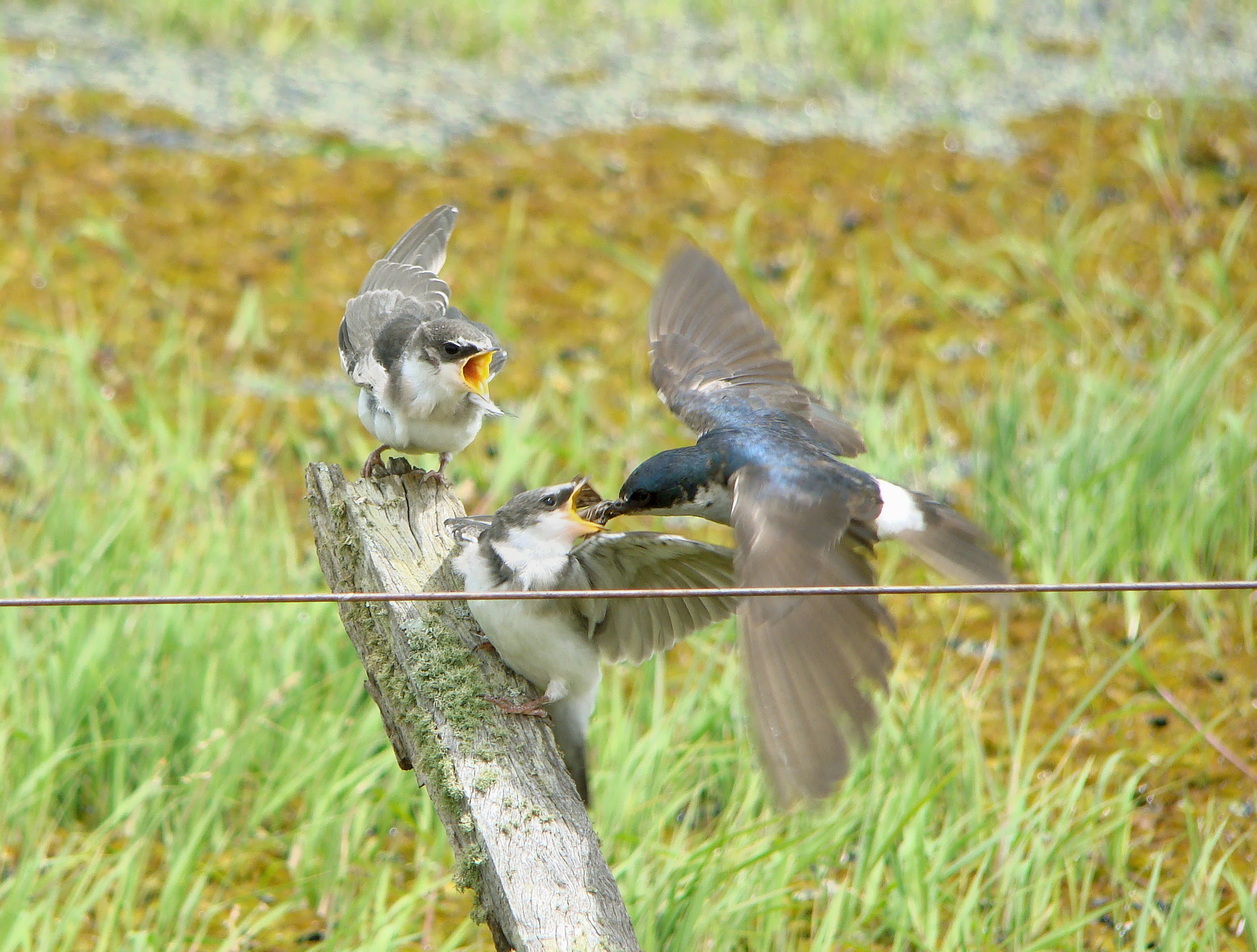

Fågeln förekommer i halvöppna områden, vid skogsbryn och framför allt nära vatten. Den häckar under hustakfotar eller i hålutrymmen i grenstumpar, staketstolpar och liknande, från oktober till december i Brasilien och från oktober till februari i Argentina. Den lägger fyra till sju ägg som honan ruvar i 15-16 dagar.

## Status och hot
Fågelns population har ännu inte uppskattats, men den betraktas som vanlig och antas till och med öka i antal med tillgång på artificiella bohål. Därför kategoriserar internationella naturvårdsunionen IUCN arten som  livskraftig.